# Cobătești
Cobătești (węg. Kobátfalva) – wieś w Rumunii, w okręgu Harghita, w gminie Șimonești. W 2011 roku liczyła 421 mieszkańców.